# Mercedes-Benz 770
O Mercedes-Benz 770, também conhecido como Großer Mercedes ("Mercedes Grande" em alemão), foi um carro ultraluxuoso produzido pela Mercedes-Benz de 1930 a 1944. O segundo modelo (W150) é mais conhecido por seu uso por altos oficiais da Alemanha Nazista e seus aliados antes e durante a Segunda Guerra Mundial, incluindo Adolf Hitler, Hermann Göring, Heinrich Himmler, Reinhard Heydrich, Ion Antonescu, Carl Gustaf Emil Mannerheim e Benito Mussolini, muitos dos quais foram capturados em imagens de arquivo.

## Série I: W07 (1930–1938)

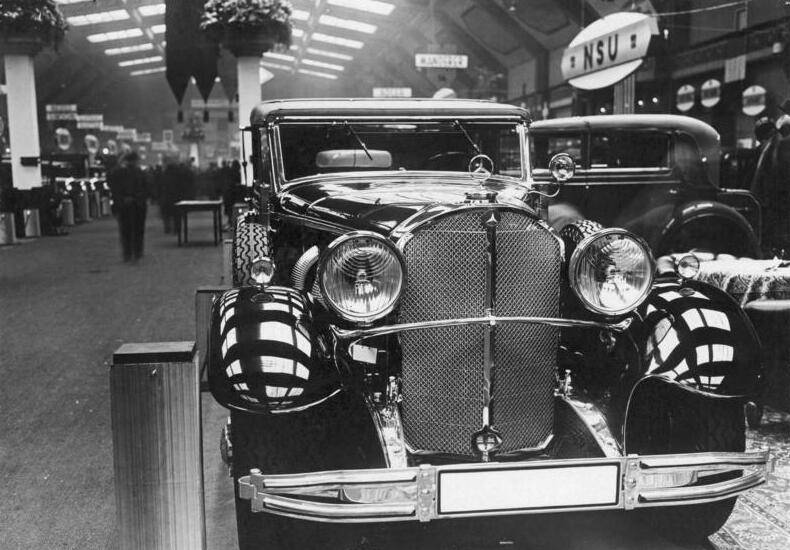
Mercedes Benz 770 (W07) em exposição no Salão Automóvel de Berlim de 1931

O 770 foi lançado em 1930 como sucessor do Mercedes-Benz Typ 630, com o código interno W07. Esses carros de alto custo eram usados principalmente por governos como veículos estatais. O presidente do Reich, Paul von Hindenburg, o imperador Hirohito e o Papa Pio XI estavam entre os clientes, e Adolf Hitler utilizou um 770 a partir de 1931. 117 carros da série W07 foram produzidos até 1938.
A versão W07 do 770 era equipada com um motor de oito cilindros em linha de 7.665 cc com comando de válvulas no cabeçote e pistões de alumínio. Esse motor produzia 150 bhp a 2.800 rpm sem supercompressor. Um supercompressor tipo Roots opcional, acionado em aceleração máxima, elevava a potência para 200 bhp a 2.800 rpm, o que permitia impulsionar o carro a 160 km/h. A transmissão tinha quatro relações de transmissão à frente, sendo a terceira direta e a quarta sobremarcha.
O W07 tinha um chassi em caixa contemporâneo, suspenso por molas de lâmina semielípticas em eixos de viga dianteiros e traseiros. As dimensões variavam de acordo com a carroceria, mas o chassi tinha uma distância entre eixos de 3.750 mm e bitola dianteira igual à bitola traseira de 1.500 mm.

## Série II: W150 (1938–1944)

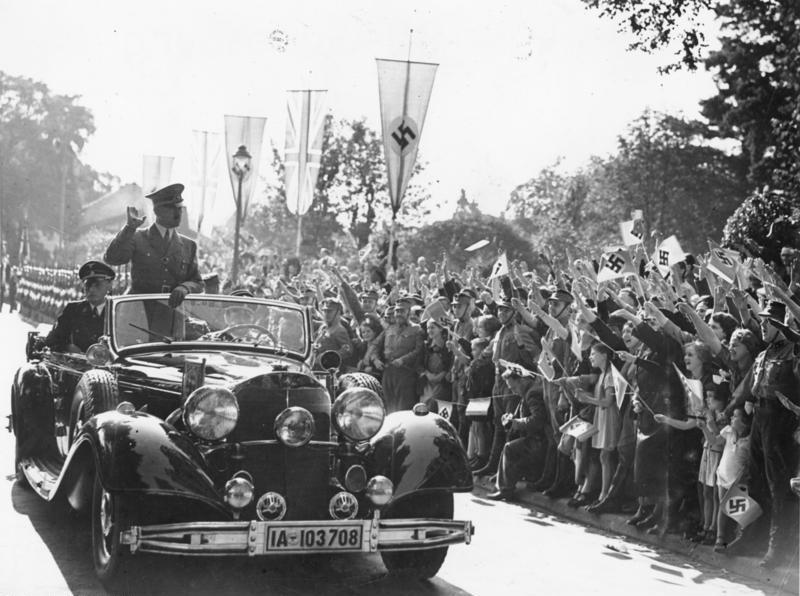
Adolf Hitler em um W150 conversível in Bad Godesberg, 1938

O 770 foi substancialmente revisado em 1938, resultando na nova designação interna W150. O novo chassi era feito com tubos de seção oval e era suspenso por molas helicoidais em toda a volta, com suspensão independente na dianteira e eixo De Dion na traseira. Freios hidráulicos foram instalados, em comparação com os freios mecânicos servoassistidos da série anterior.
O motor tinha a mesma arquitetura básica do W07, mas havia sido ajustado para produzir 155 bhp a 3.000 rpm sem supercompressor e 230 bhp a 3.200 rpm com supercompressor. A transmissão agora tinha cinco relações de transmissão à frente, com quarta marcha direta e quinta sobremarcha. A velocidade máxima era de cerca de 170 km/h. Um modelo com dois supercompressores de 400 hp estava disponível, capaz de atingir uma velocidade máxima de cerca de 190 km/h. Um total de cinco unidades foram fabricadas.
Em 1938, o enorme W150 era considerado o automóvel de passeio alemão mais caro à venda até então, embora não aparecesse em nenhuma lista de preços: o preço era publicado apenas como "auf Anfrage" ("sob encomenda"). Oitenta e oito carros da série W150 foram produzidos antes do fim da produção de chassis em 1944. Os últimos carros foram carroceriados e entregues em março de 1944.
Alguns carros deste modelo foram oferecidos por Hitler como presentes aos seus aliados, a saber: o Marechal Ion Antonescu da Romênia, Benito Mussolini da Itália, Francisco Franco da Espanha, o Marechal Carl Gustaf Emil Mannerheim da Finlândia e Emil Hácha do Protetorado da Boêmia e Morávia. O carro do Marechal Antonescu, por exemplo, era à prova de balas.

## 770s sobreviventes

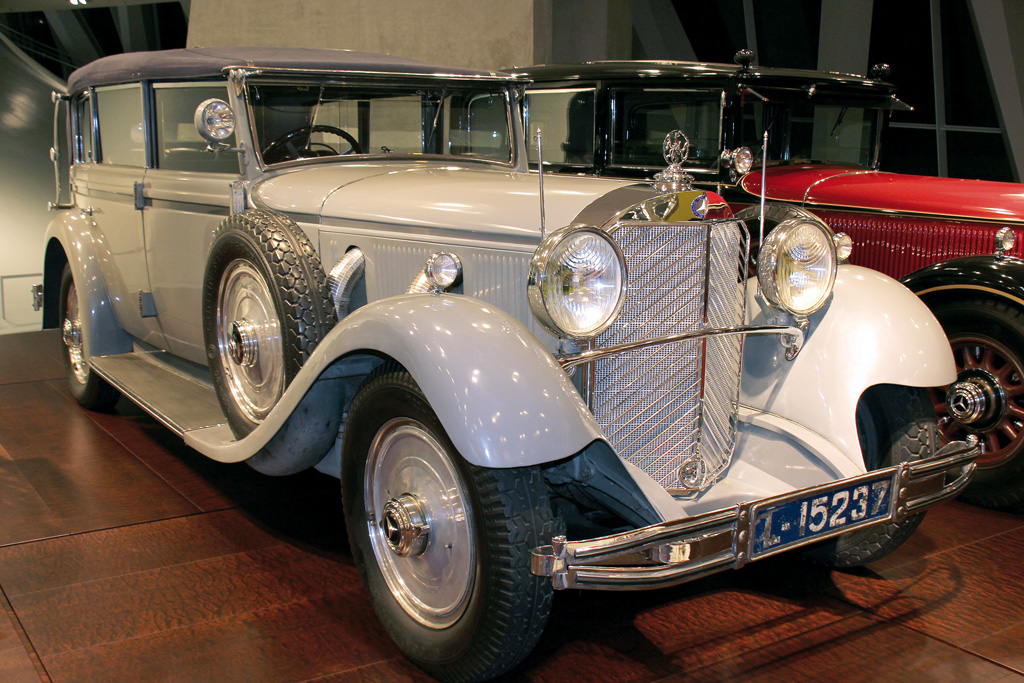
Mercedes-Benz 770 (W07) "Grosser" 1932 conversível, anteriormente propriedade do ex-imperador Guilherme II

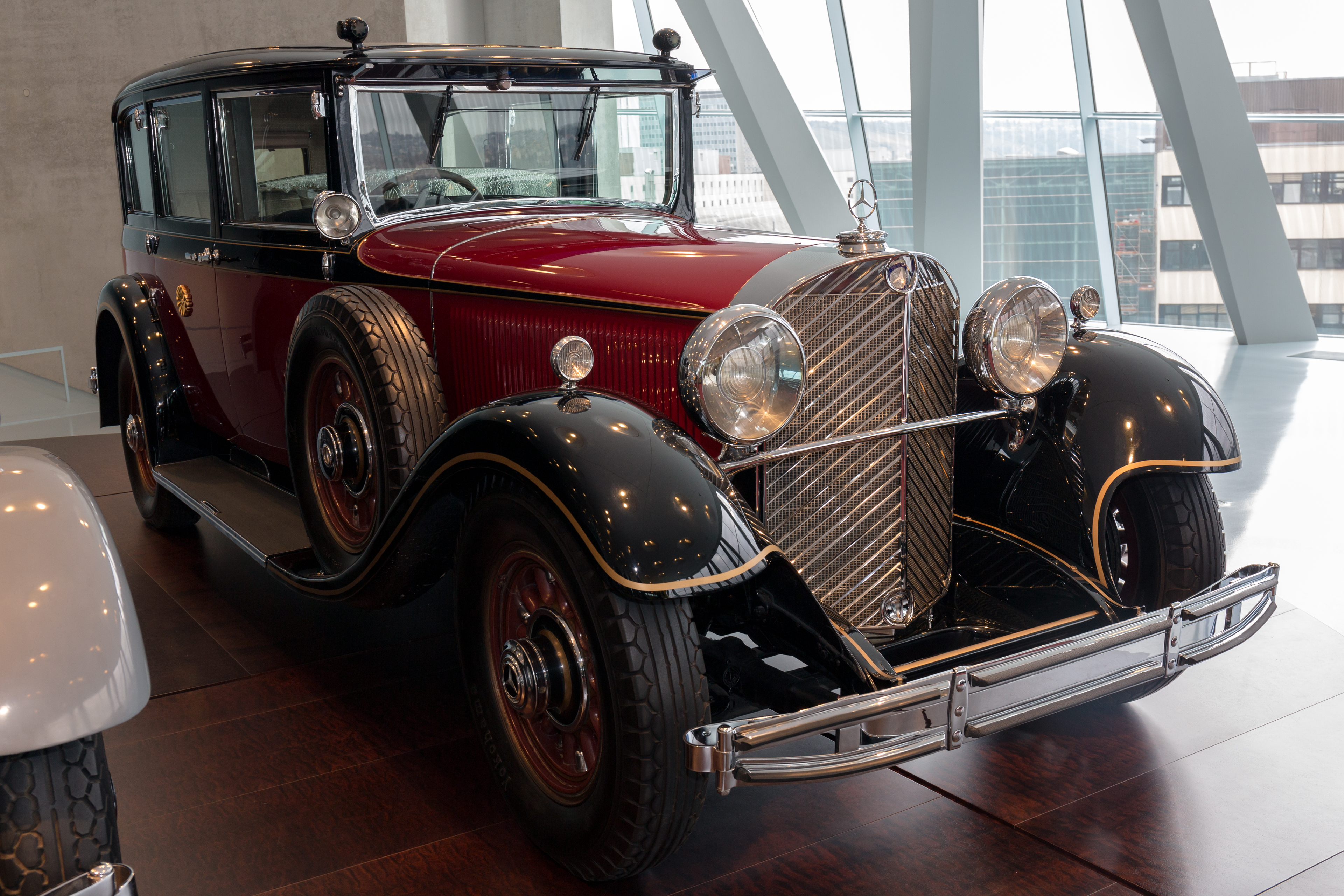
Mercedes-Benz 770 (W07) limusine 1935 usada pelo imperador Hirohito

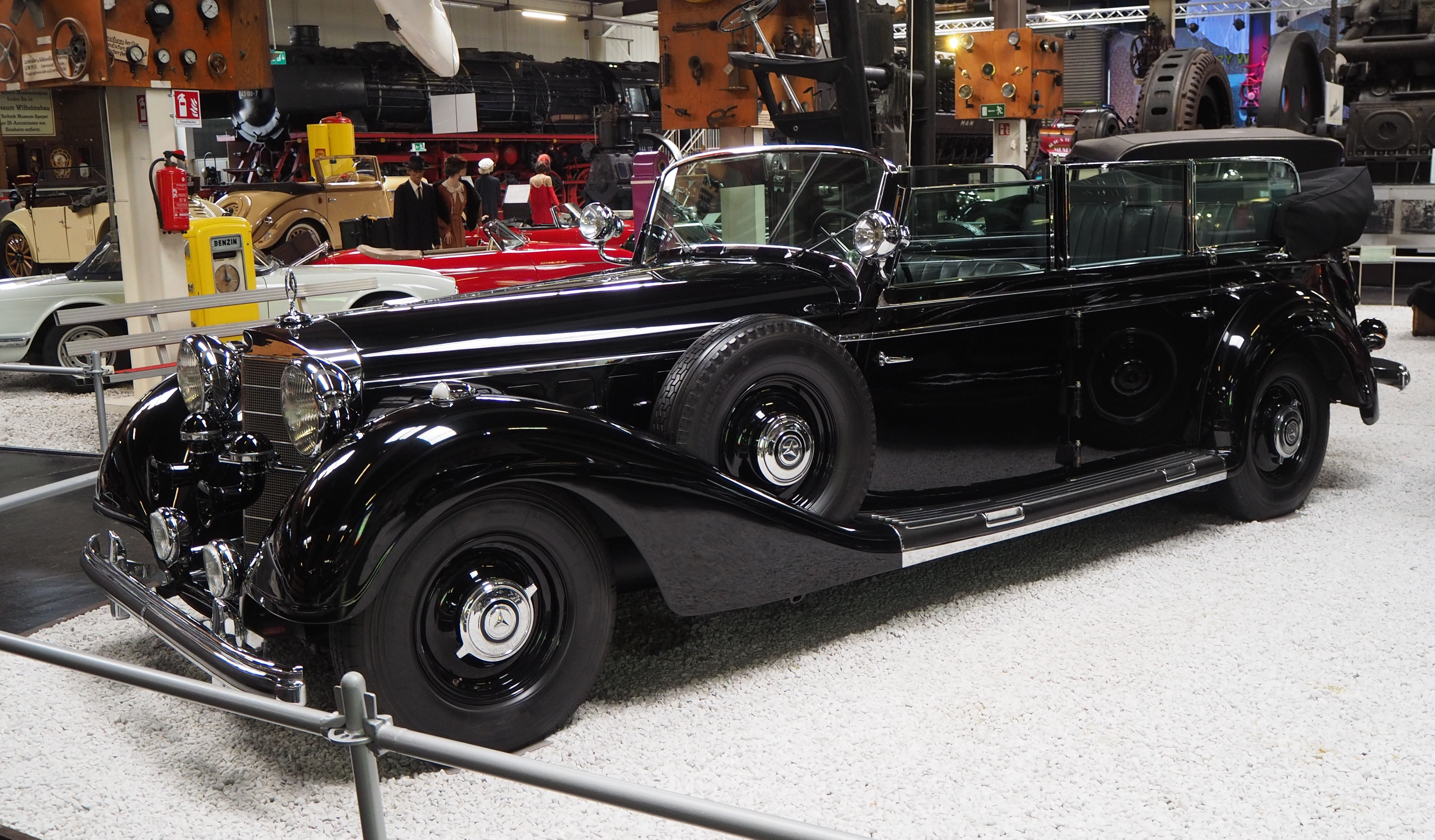
Mercedes-Benz 770K (W150) 1938 usado por Hitler, no Museu do Automóvel e da Tecnologia de Sinsheim

O Museu de Guerra Canadense em Ottawa exibe um dos sete carros usados por Hitler. Fortemente modificado com ampla blindagem – incluindo vidro de 40 mm em todo o perímetro e placa de blindagem de aço de 18 mm em toda a estrutura metálica ao redor do compartimento principal de passageiros, além de uma placa adicional elevável entre o motorista e o compartimento traseiro de passageiros – ele pesa 4.100 kg. Esta versão especial com a designação interna W 150 II, produzida de 1940 a 1943, também era equipada com rodas de aço blindadas de 480 mm e pneus de 20 câmaras à prova de balas. Os para-lamas eram feitos de metal leve para reduzir o peso; por razões de durabilidade dos pneus, o fabricante recomendava uma velocidade máxima de 80 km/h. Outras modificações permitiram o armazenamento seguro de três submetralhadoras. A carroceria também tinha aberturas adicionais nas laterais e no topo do capô, dobradiças duplas nas portas laterais e quatro saídas de ar adicionais na escotilha principal. Em preparação para a queda de Berchtesgaden em abril de 1945, tropas da RSD e da SS carregaram o carro em um carro plataforma, onde foi encontrado em maio de 1945 por tropas da 20ª Divisão Blindada do Exército dos Estados Unidos em Laufen. Encontrado em condições danificadas, um mecânico holandês libertado, especialista em trabalhos forçados, colocou o carro em funcionamento, informando às tropas que se tratava do carro de estado de Hermann Göring. Repintado na cor verde do Exército dos EUA com uma estrela aplicada em cada lado, serviu como carro de oficiais superiores durante o período de ocupação da Alemanha no pós-guerra. Enviado para os EUA no final de 1945, percorreu o país como parte de um esforço contínuo para levantar bônus de guerra, exibido e identificado como o carro pessoal de Hermann Göring. Armazenado, em outubro de 1956, foi inscrito em um leilão de excedentes do Exército dos EUA no Aberdeen Proving Ground e vendido a um empresário de Montreal por US$ 2.750. Enviado para restauração à Rumble Motors em Toronto, um livro de pesquisa foi criado para restaurar o carro como Göring o teria feito durante a guerra – por um custo de CA$ 5.000 – além de deixar o vidro danificado por balas no lugar. Em 1970, como parte de um acordo fiscal, o carro foi doado ao Museu Canadense de Guerra, novamente exibido lá como o carro de Göring. Em 1980, o pesquisador do museu Ludwig Kosche – nascido na Alemanha – iniciou uma pesquisa detalhada sobre o carro, com a assistência da Mercedes-Benz, da embaixada da Alemanha Ocidental no Canadá e do serviço estrangeiro da Alemanha Ocidental. Juntamente com os registros de chassi, motor, pintura e modificações, e a descoberta de parte de sua placa original 1AV148697, foi confirmado como um dos carros de Hitler, entregue à Chancelaria do Reich em Berlim em 8 de julho de 1940.
O 770K, originalmente pertencente ao Marechal de Campo da Finlândia, Barão Carl Gustaf Emil Mannerheim, foi vendido a um colecionador americano após a Segunda Guerra Mundial. Foi apresentado no filme de 1951 "A Raposa do Deserto" como o carro de desfile de Hitler. Em 1973, o 770K de Mannerheim, erroneamente alegado como a limusine de desfile de Adolf Hitler, foi vendido em leilão por US$ 153.000, o maior valor já pago por um carro em leilão naquela época. Isso quebrou o recorde anterior de preço para um carro antigo, que havia sido de US$ 90.000 para o Duesenberg de Greta Garbo no outono de 1972. Foi vendido a um empresário de Lancaster, Pensilvânia, que queria o carro para um parque chamado Dutch Wonderland. Desde 1984, o carro de Mannerheim é propriedade privada.
Outro 770 foi vendido no mesmo leilão de 1973, por US$ 93.000. O maior lance foi um empreendedor do Alabama e gerente de campanha de George Wallace na eleição presidencial dos EUA de 1964. No entanto, ele não conseguiu financiamento para concluir a transação e, posteriormente, vendeu sua opção para um fabricante de casas móveis, Don Tidwell.
Em novembro de 2009, um dos 770Ks de Hitler foi supostamente comprado por vários milhões de euros por um bilionário russo não identificado.
Na revista do Clube Norueguês Mercedes-Benz de junho de 2010, há um artigo sobre um 770 Offener Tourenwagen (W150). Ele foi trazido para a Noruega em 1941 pelo General Nikolaus von Falkenhorst. Após a Segunda Guerra Mundial, foi usado pelo Rei da Noruega. Posteriormente, foi vendido a um comprador nos Estados Unidos. O carro ganhou o prêmio de melhor carro pré-guerra não restaurado no Concours d'Elegance de Pebble Beach em 2003.
Dois outros 770 foram trazidos para a Noruega durante a guerra, um para Josef Terboven e o outro para Vidkun Quisling. A revista Norsk Motorveteran publicou um breve artigo sobre um dos carros, afirmando que ele foi exposto para venda ao público, mas aparentemente ninguém queria comprá-lo, apesar do baixo preço de KR 50. Ele acabou sendo sucateado, e tudo o que resta do carro é parte do vidro à prova de balas.
Outro carro, um conversível de 1939, chegou à Tchecoslováquia, onde foi usado como transporte VIP para o governo. Em 1948, os comunistas tomaram o poder e, em 1952, foi enviado para a oficina de carrocerias de Karosa, onde recebeu uma nova carroceria e interior, para que nada se assemelhasse à sua origem "imperialista". Este carro está em exposição no Museu Técnico Nacional de Praga.
Há um Mercedes-Benz 770 Großer 1938 no Museu do Caramulo, em Portugal. Este carro é blindado e foi encomendado pela PIDE, a polícia secreta interna portuguesa, após a tentativa de bomba em 1937 contra o ditador português António de Oliveira Salazar.
Um 770K preto de 1938, em exposição no Museu do Automóvel e da Tecnologia de Sinsheim em Sinsheim, Alemanha, supostamente pertencia ao governo central alemão e era usado por Adolf Hitler durante desfiles. O carro era equipado com blindagem de piso resistente a minas, além de vidros e carroceria espessos. No entanto, como um carro de desfile conversível, a proteção dos ocupantes era limitada.
Há um 770K de 1939 em exposição no Museu de Carros de Southward, em Paraparaumu, na Nova Zelândia. Acredita-se que tenha sido um presente para Eduardo VIII após a planejada invasão alemã à Grã-Bretanha.
Um 770K Cabriolet B de 1939 fez pelo menos uma aparição no Pebble Beach Concours d'Elegance, na Califórnia. Este carro é um conversível de 2 portas para 5 passageiros, o que o torna particularmente incomum, visto que a maioria dos carros W150 eram produzidos como limusines com teto rígido ou conversíveis. Ele tem acabamento em vermelho escuro com interior em couro bege.
A Guarda Real da Espanha possui um 770 no Palácio Real d'O Pardo, em Madri, que foi usado por Francisco Franco.
Um 770K que pertenceu ao Rei Abdalá I da Jordânia está em exposição no Museu Real do Automóvel de lá.